# Campionati uzbeki di ciclismo su strada
I Campionati uzbeki di ciclismo su strada sono la manifestazione ciclistica annuale che assegna il titolo di Campione dell'Uzbekistan. I vincitori hanno il diritto di indossare per un anno la maglia di campione uzbeko, come accade per il campione mondiale.

## Campioni in carica
| Uomini Elite | Uomini Elite         | Uomini Elite |
| ------------ | -------------------- | ------------ |
| In linea     | Ruslan Karimov       |              |
| Cronometro   | Muradian Khalmuratov |              |
| Donne Elite  |                      |              |
| In linea     | Olga Drobysheva      |              |
| Cronometro   | Olga Drobysheva      |              |

## Albo d'oro

### Titoli maschili
| Anno | Vincitore            | Secondo              | Terzo              |
| ---- | -------------------- | -------------------- | ------------------ |
| 1998 | Sergey Arkov         | -                    | -                  |
| 1999 | Uglugbek Salamov     | Damir Iratov         | Sergey Arkov       |
| 2000 | Uglugbek Salamov     | Kahramon Maminov     | Alexandre Schmidt  |
| 2001 | Yuriy Plyukhin       | Artem Shlindov       | Kahramon Maminov   |
| 2003 | Sergey Krushevskiy   | Sergej Lagutin       | Yuriy Plyukhin     |
| 2004 | Rafael Nuritdinov    | Sergej Lagutin       | Aleksander Lagutin |
| 2005 | Sergej Lagutin       | Ruslan Karimov       | Konstantin Kalinin |
| 2006 | Sergej Lagutin       | Yusup Abrekov        | Vladimir Tuychiev  |
| 2007 | Ruslan Karimov       | Muradian Khalmuratov | Vladimir Tuychiev  |
| 2008 | Sergej Lagutin       | Yriy Ivoljatov       | Vladimir Tuychiev  |
| 2009 | Sergej Lagutin       | Vladimir Tuychiev    | Yusup Abrekov      |
| 2010 | Sergej Lagutin       | Ruslan Karimov       | Yusup Abrekov      |
| 2011 | Sergej Lagutin       | Ruslan Karimov       | Vadim Shaekov      |
| 2012 | Sergej Lagutin       | Konstantin Volik     | Vadim Shaekov      |
| 2013 | Muradian Khalmuratov | Yusup Abrekov        | Abdullojon Akparov |
| 2014 | Ruslan Karimov       | Vadim Shaekov        | Yusup Abrekov      |
| 2015 | Ruslan Karimov       | Abdullojon Akparov   | Yusup Abrekov      |
| 2016 | Sergey Medvedev      | Muradian Khalmuratov | Nikita Abramov     |
| 2017 | Ruslan Karimov       | Muradian Khalmuratov | Andrey Izmaylov    |

| Anno | Vincitore            | Secondo              | Terzo                |
| ---- | -------------------- | -------------------- | -------------------- |
| 1998 | Enver Setmemetov     | -                    | -                    |
| 1999 | Damir Iratov         | Enver Setmemetov     | Sergey Arkov         |
| 2000 | Uglugbek Salamov     | Damir Iratov         | Enver Setmemetov     |
| 2001 | Artem Shlindov       | Kahramon Maminov     | Sergey Bakin         |
| 2002 | Sergey Krushevskiy   | Damir Iratov         | Artem Shlindov       |
| 2003 | Sergey Krushevskiy   | Sergej Lagutin       | Artem Shlindov       |
| 2004 | Sergej Lagutin       | Rafael Nuritdinov    | Vladimir Tuychiev    |
| 2005 | Sergej Lagutin       | Vladimir Tuychiev    | Nicolay Kazakbaev    |
| 2006 | Nicolay Kazakbaev    | Sergej Lagutin       | Konstantin Kalinin   |
| 2007 | Vladimir Tuychiev    | Nikolai Kazakbaev    | Muradian Khalmuratov |
| 2008 | Vladimir Tuychiev    | Sergej Lagutin       | Muradian Khalmuratov |
| 2009 | Vladimir Tuychiev    | Muradian Khalmuratov | Konstantin Kalinin   |
| 2010 | Ruslan Karimov       | Muradian Khalmuratov | Konstantin Kalinin   |
| 2011 | Muradian Khalmuratov | Vadim Shaekov        | Vladimir Tuychiev    |
| 2012 | Muradian Khalmuratov | Konstantin Volik     | Vadim Shaekov        |
| 2013 | Muradian Khalmuratov | Vladimir Tuychiev    | Abdullojon Akparov   |
| 2014 | Muradian Khalmuratov | Vladimir Tuychiev    | Gleb Gorbachev       |
| 2015 | Muradian Khalmuratov | Gleb Gorbachev       | Timur Gumerov        |
| 2016 | Muradian Khalmuratov | Andrey Izmaylov      | Vladimir Tuychiev    |
| 2017 | Muradian Khalmuratov | Dilmurdjon Siddikov  | Andrey Izmaylov      |

| Anno | Vincitore         | Secondo         | Terzo              |
| ---- | ----------------- | --------------- | ------------------ |
| 2015 | Akramjon Sunnatov | Sergey Medvedev | Jakhongir Darmonov |

| Anno | Vincitore         | Secondo            | Terzo          |
| ---- | ----------------- | ------------------ | -------------- |
| 2015 | Akramjon Sunnatov | Vladislav Galyanov | Roman Shukurov |

### Titoli femminili
| Anno | Vincitore       | Secondo          | Terzo           |
| ---- | --------------- | ---------------- | --------------- |
| 2013 | Olga Drobysheva | Alla Bezuglova   | Svetlana Isaeva |
| 2014 | Olga Drobysheva | Alexandra Okhvat | -               |

| Anno | Vincitore       | Secondo             | Terzo          |
| ---- | --------------- | ------------------- | -------------- |
| 2013 | Olga Drobysheva | Ekaterina Knebeleva | Alla Bezuglova |
| 2014 | Olga Drobysheva | Alexandra Okhvat    | -              |